# Carlo Pinsoglio
Carlo Pinsoglio (Moncalieri, Provincia de Turín, Italia, 16 de marzo de 1990) es un futbolista italiano. Juega de guardameta y su equipo actual es la Juventus F. C. de la Serie A de Italia.

## Selección nacional
Ha sido internacional con la selección de fútbol de Italia en las categorías sub-20 y sub-21.

### Participaciones en Eurocopas
| Eurocopa                | Sede            | Resultado  |
| ----------------------- | --------------- | ---------- |
| Eurocopa Sub-19 de 2008 | República Checa | Subcampeón |

## Clubes
| Club                       | País   | Año           |
| -------------------------- | ------ | ------------- |
| Juventus F. C.             | Italia | 2010-2012     |
| F. C. Viareggio (préstamo) | Italia | 2010-2011     |
| Delfino Pescara (préstamo) | Italia | 2011-2012     |
| Vicenza Calcio             | Italia | 2012-2014     |
| Modena F. C. (préstamo)    | Italia | 2013-2014     |
| Juventus F. C.             | Italia | 2014-presente |
| Modena F. C. (préstamo)    | Italia | 2014-2015     |
| A. S. Livorno (préstamo)   | Italia | 2015-2016     |
| U. S Latina (préstamo)     | Italia | 2015-2016     |

## Palmarés

### Campeonatos nacionales
| Copa Italia         | Juventus F. C. | Italia | 2017-18             |                |        |         |
| Serie A             | Juventus F. C. | Italia | 2017-18             |                |        |         |
| Supercopa de Italia | Juventus F. C. | Italia | 2018                |                |        |         |
| Serie A             | Juventus F. C. | Italia | 2018-19             |                |        |         |
| Serie A             | Juventus F. C. | Italia | 2019-20             |                |        |         |
| Supercopa de Italia | Juventus F. C. | Italia | 2020                |                |        |         |
| Copa Italia         | Juventus F. C. | Italia | 2020-21 Copa Italia | Juventus F. C. | Italia | 2023-24 |